# Жаклин дю Пре
Жаклин Мари дю Прѐ (Jacqueline Mary du Pré) е английска виолончелистка, призната за един от най-великите изпълнители на този инструмент. Носителка е на множество отличия, сред които Ордена на Британската империя (1976 г.) и престижната награда „Гилермина Суджа“, като остава и най-младият ѝ носител, получавайки я едва 11-годишна.

## Биография
Започва да свири на четири години, след като за първи път чува виолончело по радиото. Първоначално взима уроци от майка си, талантливата пианистка Айрис дю Пре, а на петгодишна възраст вече посещава London Violoncello School.
На концертния си дебют в „Ройъл Фестивъл Хол“ през 1962 г., тя изпълнява заедно със Симфоничния оркестър на Би Би Си композирания от Едуард Елгар Концерт за виолончело в Ми минор, който ѝ донася световно признание, след като го записва през 1965 г. за EMI с Лондонския симфоничен оркестър и сър Джон Барбироли.
Жаклин дю Пре е принудена да се оттегли от музикалната сцена на 28-годишна възраст, тъй като започва да губи чувствителността на пръстите си, както и на други части на тялото, вследствие на множествена склероза.
1. ↑  U163772
2. ↑  39904